# Alfred Hilbe
Alfred Hilbe, né le 22 juillet 1928 à Gmunden et mort le 31 octobre 2011 à Feldkirch, est un homme politique liechtensteinois. Il est chef du gouvernement de 1970 à 1974.